# De nadie (álbum)
De Nadie es el 15.º álbum de estudió grabado por la cantante española Isabel Pantoja. Lanzado al mercado en 1993 bajo el sello discográfico RCA. El álbum contó con la Composición y Producción de Manuel Alejandro. Algunas canciones destacadas son "Caballo de Rejoneo", "Porque Me Gusta a Morir" y "De Nadie".

## Lista de Canciones
Todas las canciones escritas y compuestas por Manuel Alejandro.
| A   |                           |          |  |
| N.º | Título                    | Duración |  |
| 1.  | «Caballo De Rejoneo»      | 4:33     |  |
| 2.  | «Desde Que Vivo Con Otro» | 5:05     |  |
| 3.  | «Porque Me Gusta A Morir» | 5:19     |  |
| 4.  | «De Nadie»                | 4:43     |  |
| 5.  | «Así No Se Juega Al Amor» | 4:25     |  |

| B   |                              |          |  |
| N.º | Título                       | Duración |  |
| 1.  | «Quédate A Dormir Conmigo»   | 4:23     |  |
| 2.  | «La Luz Está En El Sur»      | 4:24     |  |
| 3.  | «Todo Sigue Igual»           | 4:30     |  |
| 4.  | «Con La Gente Que Me Gusta»  | 4:17     |  |
| 5.  | «Hay Que Sembrar En Navidad» | 3:50     |  |

| CD  |                              |          |  |
| N.º | Título                       | Duración |  |
| 1.  | «Caballo De Rejoneo»         | 4:33     |  |
| 2.  | «Desde Que Vivo Con Otro»    | 5:05     |  |
| 3.  | «Porque Me Gusta A Morir»    | 5:19     |  |
| 4.  | «De Nadie»                   | 4:43     |  |
| 5.  | «Así No Se Juega Al Amor»    | 4:25     |  |
| 6.  | «Quédate A Dormir Conmigo»   | 4:23     |  |
| 7.  | «La Luz Está En El Sur»      | 4:24     |  |
| 8.  | «Todo Sigue Igual»           | 4:30     |  |
| 9.  | «Con La Gente Que Me Gusta»  | 4:17     |  |
| 10. | «Hay Que Sembrar En Navidad» | 3:50     |  |